# 孟侯富
孟侯富（?—?），贵州黃平人，清朝政治人物、同進士出身。孟侯富是郑琯弟子，与王伟士齐名。
乾隆十年（1745年）乙丑科進士，三甲一百三十八名，后事不詳。